# Културни центар Србије „Иво Андрић” у Пекингу
Културни центар Србије „Иво Андрић” је установа културе и информисања која је отворена од стране Републике Србије у Пекингу, чији је циљ да српску културу и уметност приближи публици у Кини.
Отварању Културног центра је претходио билатерални споразум Србије и Кине о међусобном отварању културних центара.
Културни центар је отворен 29. новембра 2018. године, од стране министра културе и информисања Владана Вукосављевића, као други културни центар Србије након Културног центра у Паризу, који је основан 1973. године. Свечаности је присуствовао министар културе и туризма Народне Републике Кине Лу Шуганг. Након свечаног дела, одржан је концерт Слободана Тркуље.
Међутим, иако је добијено решење о регистрацији културног центра, појавили су се проблеми усклађивања пореског система који се у Кини битно разликује од Србије, те је Културни центар привремено престао са радом већ у јуну 2019. године.